# 魅入られた女
『魅入られた女』（みいられたおんな、Lady Possessed）は、1952年に公開されたアメリカ合衆国の映画。監督はウィリアム・シュパイヤーとロイ・ケリーノ。主演はジェームズ・メイソンとジューン・ハヴォック。メイソンの当時の妻であるパメラ・メイソンが発表した小説を、夫婦で自ら映画化したフィルム・ノワール作品である。監督のロイはパメラの元夫であり、離婚後も彼女と親しくしていたため抜擢された。
日本では劇場未公開だが、何度かテレビ放映された。

## キャスト
- ジミー・デル・パルマ: ジェームズ・メイソン（吹替：田口計）
- ジーン・ウィルソン: ジューン・ハヴォック（英語版）（吹替：来宮良子）
- トム・ウィルソン: ステファン・ダン（英語版）
- ブリュヌ夫人: フェイ・コンプトン（英語版）
- シビル: パメラ・メイソン（英語版）

## スタッフ
- 監督: ウィリアム・シュパイヤー（英語版）、ロイ・ケリーノ（英語版）
- 脚本: パメラ・メイソン（英語版）、ジェームズ・メイソン
- 製作: ロイ・ケリーノ、ジェームズ・メイソン
- 撮影: カール・ストラス
- 編集: アーサー・ロバーツ（英語版）
- 美術: フランク・アリゴ（英語版）
- 音楽: ネイサン・スコット（英語版）
- 製作会社: Portland Pictures